# 竹野漁港

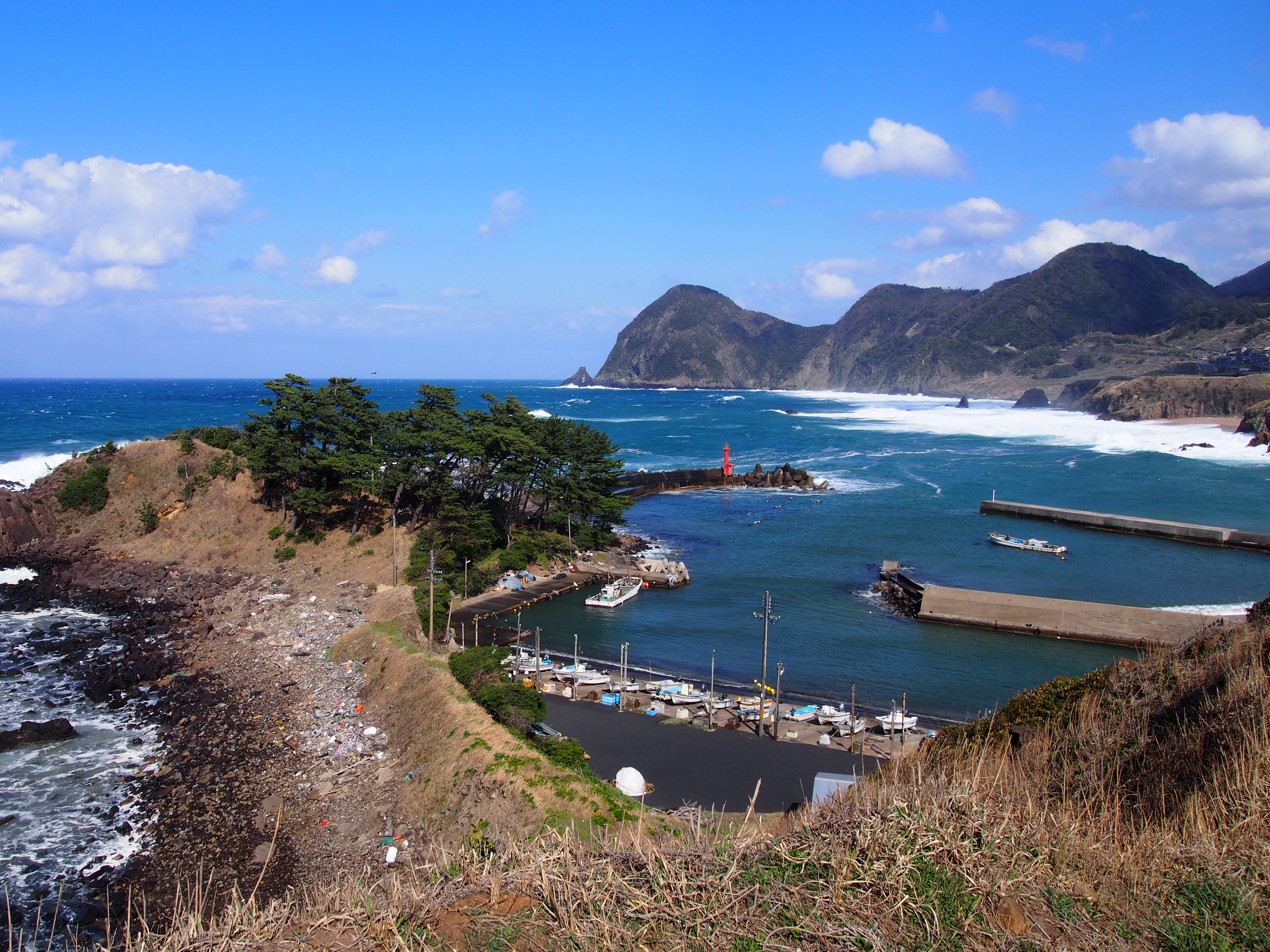
竹野漁港

竹野漁港（たかのぎょこう）は、京都府京丹後市丹後町竹野にある港。漁港漁場整備法（昭和25年5月2日法律第137号）第1章第5条に規定する第1種漁港である。

## 概要
- 所在地 - 京都府京丹後市丹後町竹野
- 管理者 - 京丹後市
- 漁業協同組合 - 京都府漁業協同組合
- 組合員数 -
- 漁港番号 - 3010210

## 沿革
- 1948年（昭和23年） - 事業費5080万円で日本初の軍艦防波堤（58m）を築造[1]。ただし完成直後の同年9月のアイオン台風で大破[1]。
- 1948年度（昭和23年度） - 事業費1570万円で方塊直立堤（80m）を築造[1]。
- 1952年（昭和27年）2月29日 - 第1種漁港に指定[2]。
- 1967年（昭和42年） - 防砂堤（49.7m）を築造[1]。
- 1971年（昭和46年） - 中防波堤（15m）を築造[1]。

## 主な魚種
- アジ類[2]
- ブリ[2]
- サザエ[2]

## 主な漁業
- 小型定置網
- 小型底びき網
- 採貝藻漁業